# Янич, Франческо
Франческо Янич (итал. Francesco Janich; 27 марта 1937, Удине — 2 декабря 2019, Неми, Лацио) — итальянский футболист, полузащитник. По завершении игровой карьеры — спортивный функционер. В качестве игрока прежде всего известен выступлениями за клубы «Лацио» и «Болонья», а также национальную сборную Италии. Чемпион Италии, трёхкратный обладатель Кубка Италии.

## Биография
Воспитанник футбольной школы клуба «Спилимберго». В профессиональном футболе дебютировал в 1956 году в составе клуба «Аталанта», в котором провёл два сезона, приняв участие в 38 матчах чемпионата.
Своей игрой за эту команду привлёк внимание представителей тренерского штаба «Лацио», к составу которого присоединился в 1958 году. Сыграл за «бело-голубых» следующие три сезона своей игровой карьеры. Большую часть времени, проведённого в составе «Лацио», был основным игроком защиты команды.
В 1961 году заключил контракт с клубом «Болонья», в составе которого провёл следующие одиннадцать лет своей карьеры. Играя в составе «Болоньи», также являлся футболистом основного состава. За время выступлений в составе «Болоньи» завоевал титул чемпиона Италии, становился обладателем Кубка Италии. Завершил профессиональную игровую карьеру в клубе «Луккезе», за которую выступал в течение 1972—1973 годов.
В 1962 году дебютировал в официальных матчах в составе национальной сборной Италии. В составе сборной был участником чемпионата мира 1962 года в Чили и чемпионата мира 1966 года в Англии.

## Статистика
| Сезон           | Клуб            | Чемпионат | Чемпионат | Чемпионат |
| Сезон           | Клуб            | Лига      | Матчей    | Голов     |
| --------------- | --------------- | --------- | --------- | --------- |
| 1956/57         | Аталанта        | A         | 6         | 0         |
| 1957/58         | Аталанта        | A         | 32        | 0         |
| 1958/59         | Лацио           | A         | 32        | 0         |
| 1959/60         | Лацио           | A         | 33        | 0         |
| 1960/61         | Лацио           | A         | 28        | 0         |
| 1961/62         | Болонья         | A         | 33        | 0         |
| 1962/63         | Болонья         | A         | 32        | 0         |
| 1963/64         | Болонья         | A         | 34        | 0         |
| 1964/65         | Болонья         | A         | 29        | 0         |
| 1965/66         | Болонья         | A         | 34        | 0         |
| 1966/67         | Болонья         | A         | 31        | 0         |
| 1967/68         | Болонья         | A         | 25        | 0         |
| 1968/69         | Болонья         | A         | 18        | 0         |
| 1969/70         | Болонья         | A         | 21        | 0         |
| 1970/71         | Болонья         | A         | 16        | 0         |
| 1971/72         | Болонья         | A         | 21        | 0         |
| 1972/73         | Луккезе         | С         | 23        | 0         |
| Всего в Серии A | Всего в Серии A |           | 425       | 0         |

## Достижения
- Чемпион Италии (1):

«Болонья»: 1963/64
- Обладатель Кубка Италии (3):

«Лацио»: 1957/58
«Болонья»: 1969/70, 1973/74